# Samour
 (février 2014).
Si vous disposez d'ouvrages ou d'articles de référence ou si vous connaissez des sites web de qualité traitant du thème abordé ici, merci de compléter l'article en donnant les références utiles à sa vérifiabilité et en les liant à la section « Notes et références ».
Le Samour (en russe : Самур ; en lezghien : ЧІвегьер-вацІ) est un fleuve du Caucase en fédération de Russie, de 213 kilomètres de longueur qui se jette dans la mer Caspienne après avoir traversé le sud du Daghestan. Sa source se trouve dans le raïon des Routoules dans les montagnes du Grand Caucase. Il marque la frontière de la fédération de Russie avec l'Azerbaïdjan entre le village de Gary et le barrage hydroélectrique du Samour.

## Géographie
Le Samour prend sa source près du mont Gouton dans le Grand Caucase à 2 880 mètres d'altitude. Il se jette dans la mer Caspienne en deux bras: le Samour et le Petit Samour, formant un grand delta dans ses vingt derniers kilomètres. Le Petit Samour qui se sépare du Samour à 22 kilomètres de son embouchure se jette dans la Caspienne à 5,5 km au nord-ouest du bras principal. La rivière Gülguerytchaï se jette du côté gauche dans le Petit Samour à 5 km de l'embouchure par un canal construit en 1935, alors qu'auparavant elle se jetait directement dans la mer.
La longueur du cours du Samour est de 213 kilomètres pour une dénivellation de 2 910 mètres. La frontière de son bassin est marquée au sud et au sud-ouest par le Grand Caucase et au nord par la chaîne parallèle du Caucase du Nord (Bokovoï khrebet) avec le mont Dültydag (4 127 m) et les monts du Samour (point culminant à 3 849 m). Quatre-vingts pour cent de son bassin se trouve à une altitude de plus de 1 500 mètres et la moitié à plus de 2 500 mètres. Quatre-vingt-seize pour cent de son cours est en Russie et quatre pour cent en Azerbaïdjan. Sa partie inférieure traverse une zone subtropicale de végétation primaire unique avec des lianes.

## Affluents
Le Samour possède 65 affluents de plus de 10 km de longueur. Les plus importants sont les rivières Dültytchaï, Kara-Samour, Chinaztchaï, Akhtytchaï, Oussoukhtchaï, Taguirdjal, Guenertchaï. Le cours de la rivière était réglé par cinq barrages, seuls trois sont en fonctionnement actuellement : à Michlech, Loutchek, Akhty, Oussoukhtchaï et Zoukhoul.

## Localités
La vallée du Samour est l'une des plus habitées du Daghestan. En haut de son cours, on trouve les villages de Moukhakh, Kalial (où vit le peuple des Tsakhours, sous-groupe des Lezguiens), puis en dessous du village de Kina, jusqu'au village de Koutché vivent les Routoules, dans le raïon (district) du même nom. Plus loin, du village de Khliout jusqu'à l'embouchure vivent en majorité des Lezguiens. Tous ces villages professent l'islam sunnite, sauf le village de Miskindja qui abrite une population chiite.